# Glasmie

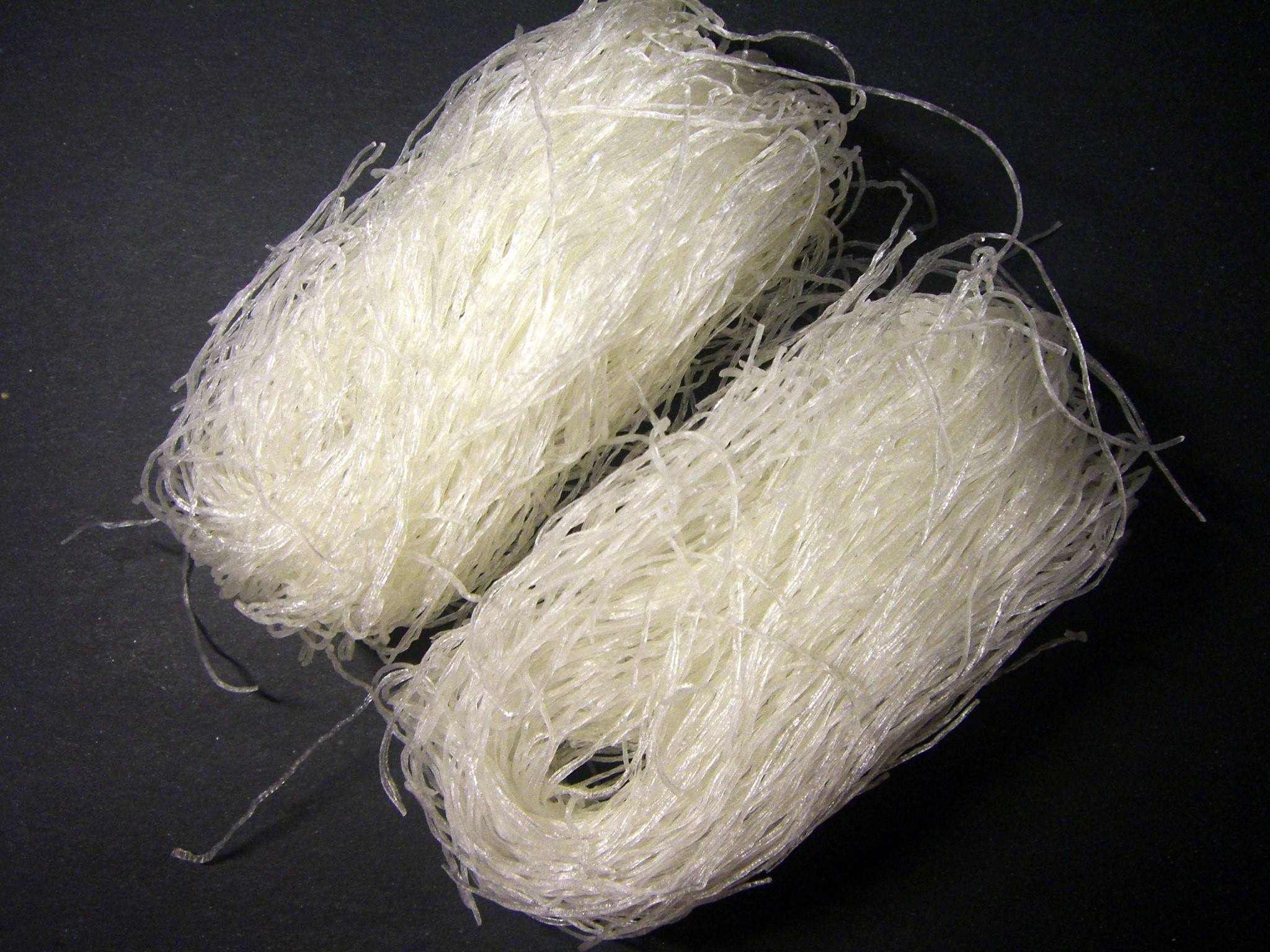
Ongekookte glasmie

Glasmie of glasnoedels is een noedel die veel gebruikt wordt in de Chinese keuken. Ook in de landen rondom China worden de noedels gebruikt, zij het soms in een eigen variatie.
Glasmie is een halfdoorzichtige, (meestal zeer) dunne noedel gemaakt van zetmeel van bijvoorbeeld de mungboon, zoete aardappel, aardappel, cassave of canna plant. Glasmie wordt nogal eens verward met de uit rijstbloem gemaakte mihoen (ook wel bihoen of rijstvermicelli genoemd). 
Voor gebruik wordt de grote droge bos waarin glasmie wordt geleverd, soms in kortere stukjes geknepen. Dit gaat gemakkelijk met de handen. Daarna wordt de glasmie gedurende ongeveer één minuut in kokend water gelegd, waarna ze afgegoten wordt en opgediend of verder verwerkt kan worden.

## Benaming

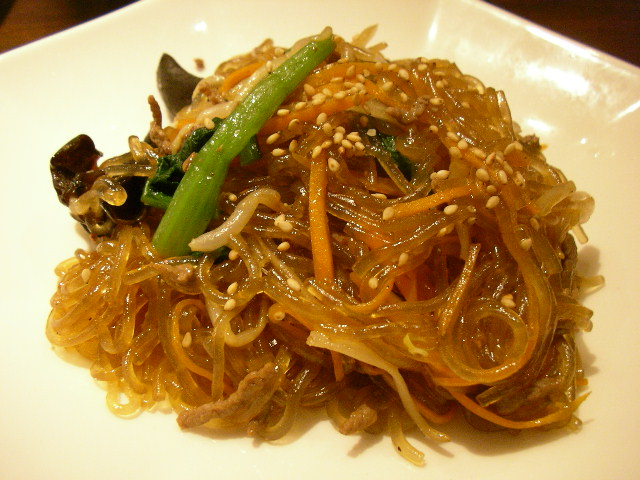
Koreaanse japchae

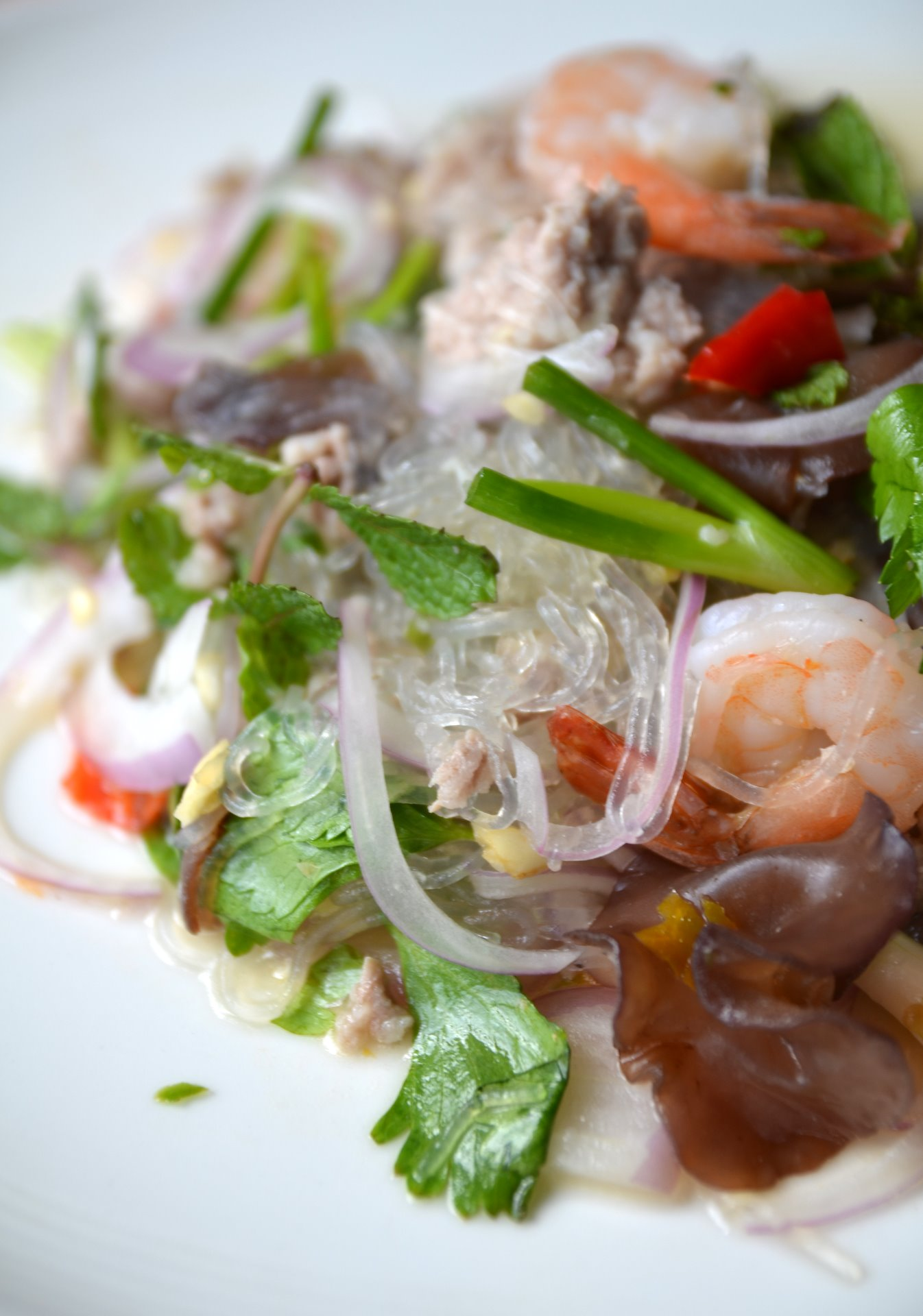
Yam wun sen kung: een Thaise salade gemaakt met glasmie en garnalen

De meest gebruikte namen voor glasmie in China zijn;
- fěn sī (粉絲): waarin fěn noedel betekent, en sī draad.
- dōng fěn (冬粉): de letterlijke betekenis is "winternoedel".

Glasmie staat ook wel bekend als saifun, de Kantonese uitspraak voor het Mandarijnse xì fěn (細粉, letterlijk "slanke noedel"). De naam fan2 si1 (粉絲) is de meest gebruikte term in het Kantonees.

## Buiten China

### De Filipijnen
Op de Filipijnse eilanden worden deze noedels sotanghon genoemd, naar een populair gerecht met deze naam waarin de noedels bereid worden met kip. De noedels worden vaak verward met rijstvermicelli die bihon genoemd wordt.

### Indonesië
In Indonesië wordt glasmie "sohun" (ook wel soun of suun) genoemd.

### Japan
In de Japanse keuken staan deze noedels bekend als harusame (春雨), dat letterlijk "lenteregen" betekent. Net als de Koreaanse noedels worden ze meestal gemaakt van aardappelmeel.

### Korea
De Koreaanse keuken gebruikt noedels gemaakt van zoete aardappelmeel. Deze noedels worden dang myeon (hangul:당면 hanja: 唐麵) genoemd, dat letterlijk Chinese noedels betekent. Ze worden onder meer gebruikt voor het bereiden van japchae, maar ook als versiering van hoe gerechten.

### Maleisië
In Maleisië wordt glasmie tang hoon genoemd.

### Thailand
In de Thaise keuken staan deze noedels bekend onder de naam wun sen (วุ้นเส้น). Beroemd is de "Yam Wun Sen": een pittige salade gemaakt met glasmie.

### Vietnam
In Vietnam staan deze noedels bekend als miến, of bún tàu of bún tào.